# Атеш (движение)
«Атеш» (крымскотат. Ateş, букв. «Огонь») — партизанское движение, сформированное на фоне российского вторжения в Украину в Крыму, на оккупированных территориях и в России.

## История
«Атеш» был создан вскоре после начала российского вторжения в Украину. В сентябре движение создало телеграм-канал и опубликовало манифест, в котором декларировало борьбу за свободу и независимость Украины. Изначально основу движения составили украинцы и крымские татары, но в дальнейшем состав значительно расширился.

## Деятельность

### Разведка
«Атеш» занимается разведкой в Крыму, на оккупированных территориях и в России и передаёт украинским военным и ГУР Украины информацию о системах ПВО, военных базах и складах, перемещениях и составе войск и т.д.. Движение утверждает, что у него есть свои информаторы в российской армии и на Черноморском флоте.
Представители «Атеша» утверждали, а ГУР подтверждал, что собранные разведданные помогли Украине наносить результативные удары по российским военным объектам в Крыму. В их числе удары по военному складу в Новой Каховке (июль 2023), по штабу Черноморского флота (сентябрь 2023), по аэродрому Саки (июнь 2024) и по десантному кораблю «Минск» и субмарине «Ростов-на-Дону» в порту Севастополя (июнь 2024).

### Покушения и диверсии
«Атеш» брал на себя ответственность за ряд насильственных акций. В их числе убийство 30 российских военнослужащих в госпиталях в Севастополе и Симферополе (октябрь 2022), убийство Кирилла Стремоусова (ноябрь 2022), покушение на замглавы Новой Каховки (март 2023), покушение на Захара Прилепина (май 2023), убийства российских военных и бойцов Росгвардии и другие акции устрашения.
Кроме того, «Атеш» заявлял о причастности к пожару в казарме российской военной части в посёлке Советское (декабрь 2022), в результате которого погибли 2 военнослужащих, и диверсиях на железных дорогах на оккупированных территориях, юге России и даже Екатеринбурге.

### Агитация
«Атеш» запускал образовательный проект для российских военных — онлайн-курс, который был посвящён способам выживания на войне за счёт саботажа: порчи боекомплекта, топлива или военной техники. Движение утверждало, что к августу 2023 года этот курс прошли более 4000 российских военных.

## Члены организации
Число членов «Атеша» неизвестно. В конце ноября 2022 года представители движения утверждали, что в их рядах более 800 человек, а быстрому росту поспособствовала мобилизация в России. В 2024 году утверждалось, что в «Атеш» входят 1800 информаторов, агентов и активистов. Для безопасности всей организации «Атеш» использует разветвлённую структуру, в которой отдельные члены контактируют только со своими координаторами.
Крымскотатарский правозащитник Мустафа Джемилев утверждал, что с момента формирования движения не был арестован ни один член «Атеша».